# نيكولاس أغار
نيكولاس أغار (بالإنجليزية: Nicholas Agar)‏ هو فيلسوف أسترالي، ولد في 1965.